# Pierre Fisson
Œuvres principales
- Voyage aux horizons (1948)

Pierre Fisson, né le 8 octobre 1918 à Tiflis en Géorgie et mort le 17 juin 2013 à Issy-les-Moulineaux, est un écrivain français, lauréat du Prix Renaudot en 1948.

## Biographie
Pierre Fisson est né d'un père français et d'une mère géorgienne. Il fait l'ensemble de ses études à Paris. Durant la Seconde Guerre mondiale, il est nommé aspirant en 1939 et prend le maquis en 1942. Après la Libération, il travaille comme attaché auprès de l'état-major américain de Berlin, puis devient attaché de presse au Mexique. Il devient alors journaliste grand reporter – notamment pour Le Figaro – et écrivain.
Il a obtenu le prix Renaudot en 1948 pour son premier roman, Voyage aux horizons.

## Œuvre
- 1948 : Voyage aux horizons – Prix Renaudot
- 1950 : Les Certitudes équivoques
- 1950 : Les Princes du tumulte, éditions Julliard, rééd. éditions du Palmier, 2005
- 1952 : Les Amants de Séoul
- 1954 : Le Mercenaire
- 1958 : La Butte aux ronces, éditions Julliard
- 1961 : Si on te prend ta robe, éditions Julliard
- 1965 : Les Rendez-vous de Moscou
- 1967 : Les Automobiles : récits des temps actuels, éditions Laffont